# 杵築市
杵築市（きつきし）は、大分県の北東部にある国東半島南部に位置する市。2005年（平成17年）10月1日に旧杵築市、山香町、大田村が新設合併して誕生した。

## 地理

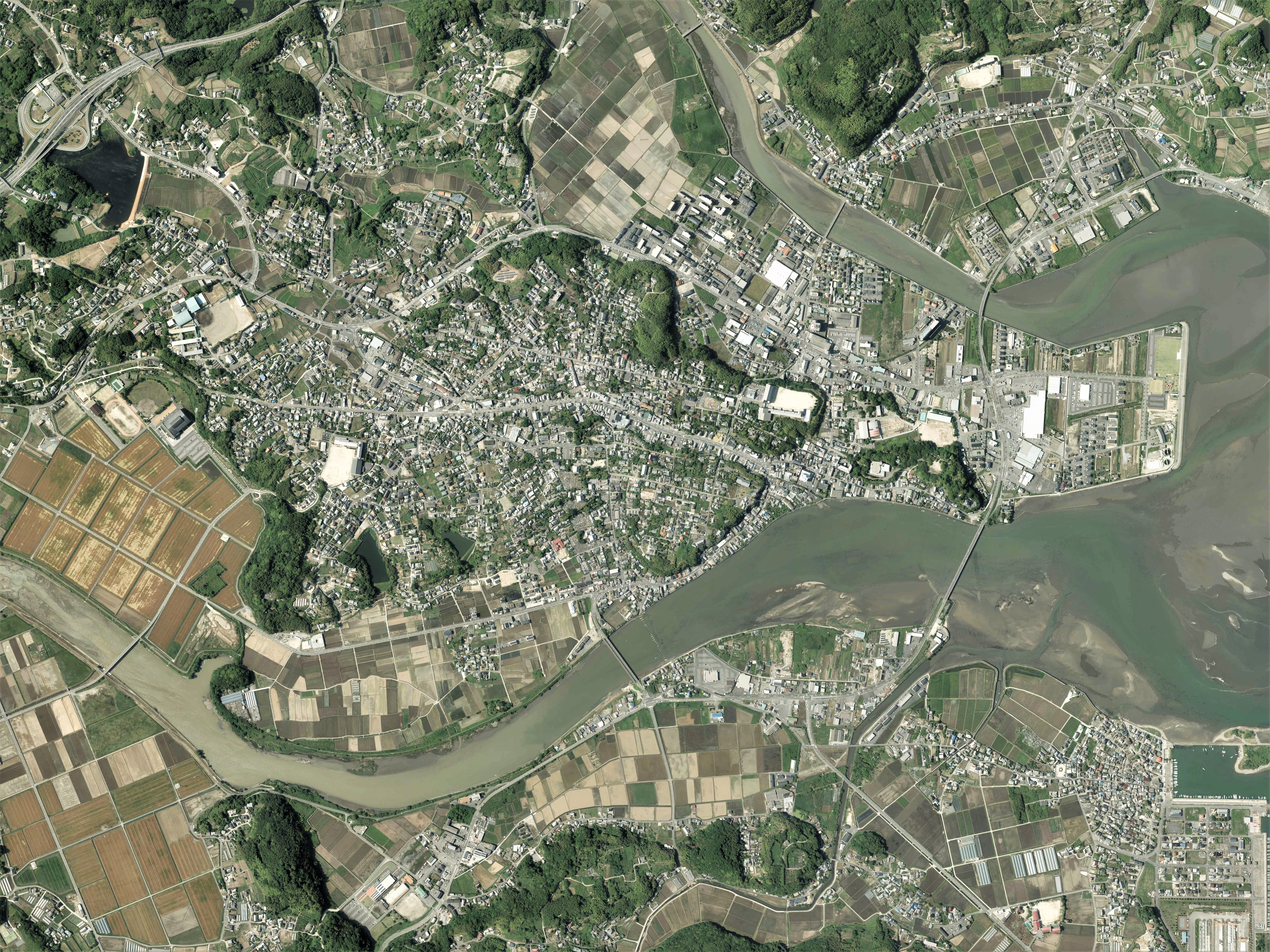
杵築市中心部周辺の空中写真。
2013年6月4日撮影の4枚を合成作成。。

市の東南部は美しい海岸線となっており、東には伊予灘、南には別府湾が広がる。大分市とは別府湾を挟んだ北向かいに位置する。南東部には守江湾と呼ばれる小さな湾がある。一方、市の北西部は200メートルから600メートルのなだらかな山間地となっている。宇佐市と隣接する立石峠は旧豊後国と豊前国との境界である。
隣接する速見郡日出町、別府市とは、かつて同じ速見郡として歴史や文化を共有してきたことから、「別杵速見（べっきはやみ）」「別速杵（べっそっき）地区」と呼ばれ、市民生活や文化面での結びつきが強い。また大分市との結びつきも強い。しかし、日出町とは平成の大合併での合併協議が決裂した経緯がある。

### 気候
気候は瀬戸内式気候に特有な温暖な気候である。
| 杵築（1991年 - 2020年）の気候      | 杵築（1991年 - 2020年）の気候 | 杵築（1991年 - 2020年）の気候 | 杵築（1991年 - 2020年）の気候 | 杵築（1991年 - 2020年）の気候 | 杵築（1991年 - 2020年）の気候 | 杵築（1991年 - 2020年）の気候 | 杵築（1991年 - 2020年）の気候 | 杵築（1991年 - 2020年）の気候 | 杵築（1991年 - 2020年）の気候 | 杵築（1991年 - 2020年）の気候 | 杵築（1991年 - 2020年）の気候 | 杵築（1991年 - 2020年）の気候 | 杵築（1991年 - 2020年）の気候 |
| 月                                 | 1月                           | 2月                           | 3月                           | 4月                           | 5月                           | 6月                           | 7月                           | 8月                           | 9月                           | 10月                          | 11月                          | 12月                          | 年                            |
| ---------------------------------- | ----------------------------- | ----------------------------- | ----------------------------- | ----------------------------- | ----------------------------- | ----------------------------- | ----------------------------- | ----------------------------- | ----------------------------- | ----------------------------- | ----------------------------- | ----------------------------- | ----------------------------- |
| 最高気温記録 °C （°F）             | 19.4 (66.9)                   | 24.0 (75.2)                   | 28.8 (83.8)                   | 30.4 (86.7)                   | 33.0 (91.4)                   | 35.1 (95.2)                   | 36.7 (98.1)                   | 38.0 (100.4)                  | 35.6 (96.1)                   | 32.3 (90.1)                   | 28.3 (82.9)                   | 24.2 (75.6)                   | 38.0 (100.4)                  |
| 平均最高気温 °C （°F）             | 10.2 (50.4)                   | 11.0 (51.8)                   | 14.2 (57.6)                   | 19.0 (66.2)                   | 23.3 (73.9)                   | 25.9 (78.6)                   | 29.7 (85.5)                   | 31.0 (87.8)                   | 27.9 (82.2)                   | 23.2 (73.8)                   | 17.8 (64)                     | 12.5 (54.5)                   | 20.5 (68.9)                   |
| 日平均気温 °C （°F）               | 5.3 (41.5)                    | 6.0 (42.8)                    | 9.1 (48.4)                    | 13.8 (56.8)                   | 18.3 (64.9)                   | 21.8 (71.2)                   | 25.8 (78.4)                   | 26.8 (80.2)                   | 23.6 (74.5)                   | 18.3 (64.9)                   | 12.7 (54.9)                   | 7.5 (45.5)                    | 15.8 (60.4)                   |
| 平均最低気温 °C （°F）             | 0.7 (33.3)                    | 1.1 (34)                      | 3.9 (39)                      | 8.3 (46.9)                    | 13.3 (55.9)                   | 18.3 (64.9)                   | 22.7 (72.9)                   | 23.5 (74.3)                   | 20.0 (68)                     | 13.8 (56.8)                   | 7.8 (46)                      | 2.7 (36.9)                    | 11.4 (52.5)                   |
| 最低気温記録 °C （°F）             | −6.8 (19.8)                   | −6.7 (19.9)                   | −4.9 (23.2)                   | −2.3 (27.9)                   | 2.1 (35.8)                    | 9.5 (49.1)                    | 14.9 (58.8)                   | 17.1 (62.8)                   | 9.9 (49.8)                    | 2.2 (36)                      | −1.9 (28.6)                   | −5.0 (23)                     | −6.8 (19.8)                   |
| 降水量 mm （inch）                 | 47.1 (1.854)                  | 59.9 (2.358)                  | 98.0 (3.858)                  | 118.0 (4.646)                 | 133.5 (5.256)                 | 287.7 (11.327)                | 255.3 (10.051)                | 135.4 (5.331)                 | 184.7 (7.272)                 | 107.7 (4.24)                  | 63.4 (2.496)                  | 49.2 (1.937)                  | 1,524.6 (60.024)              |
| 平均降水日数 （≥1.0 mm）           | 6.7                           | 7.9                           | 10.0                          | 9.6                           | 9.1                           | 13.2                          | 12.1                          | 9.3                           | 9.8                           | 6.8                           | 6.5                           | 6.5                           | 107.1                         |
| 平均月間日照時間                   | 145.5                         | 142.7                         | 175.0                         | 192.5                         | 201.9                         | 146.5                         | 183.0                         | 212.3                         | 158.8                         | 168.7                         | 145.4                         | 144.3                         | 2,024.1                       |
| 出典1：Japan Meteorological Agency |                               |                               |                               |                               |                               |                               |                               |                               |                               |                               |                               |                               |                               |
| 出典2：気象庁                      |                               |                               |                               |                               |                               |                               |                               |                               |                               |                               |                               |                               |                               |

### 隣接する市町村
- 豊後高田市
- 宇佐市
- 国東市
- 速見郡日出町

### 人口
| |                                        |  |
| 杵築市と全国の年齢別人口分布（2005年） | 杵築市の年齢・男女別人口分布（2005年） |  |
| ■紫色 ― 杵築市 ■緑色 ― 日本全国 | ■青色 ― 男性 ■赤色 ― 女性              |  |
| 杵築市（に相当する地域）の人口の推移 \| 1970年（昭和45年） \| 38,504人 \| \| \| 1975年（昭和50年） \| 36,299人 \| \| \| 1980年（昭和55年） \| 35,066人 \| \| \| 1985年（昭和60年） \| 34,816人 \| \| \| 1990年（平成2年） \| 34,095人 \| \| \| 1995年（平成7年） \| 33,370人 \| \| \| 2000年（平成12年） \| 33,363人 \| \| \| 2005年（平成17年） \| 33,567人 \| \| \| 2010年（平成22年） \| 32,083人 \| \| \| 2015年（平成27年） \| 30,185人 \| \| \| 2020年（令和2年） \| 27,999人 \| \| |                                        |  |
| 総務省統計局 国勢調査より |                                        |  |
| 1970年（昭和45年） | 38,504人                               |  |
| 1975年（昭和50年） | 36,299人                               |  |
| 1980年（昭和55年） | 35,066人                               |  |
| 1985年（昭和60年） | 34,816人                               |  |
| 1990年（平成2年） | 34,095人                               |  |
| 1995年（平成7年） | 33,370人                               |  |
| 2000年（平成12年） | 33,363人                               |  |
| 2005年（平成17年） | 33,567人                               |  |
| 2010年（平成22年） | 32,083人                               |  |
| 2015年（平成27年） | 30,185人                               |  |
| 2020年（令和2年） | 27,999人                               |  |

### 地名
全域で明治以来の大字を継承する。平成の大合併より前の市域は「杵築市」の次に大字がつくが、旧山香町は大字の前に「山香町」、旧大田村は「大田」がつく。
- 杵築（旧杵築町）
- 馬場尾（旧杵築町）
- 南杵築（旧杵築町）
- 宮司（旧杵築町）
- 大内（旧大内村→杵築町）
- 猪尾（旧東村→杵築町）
- 片野（旧東村→杵築町）
- 熊野（旧東村→杵築町）
- 岩谷（旧北杵築村）
- 大片平（旧北杵築村）
- 鴨川（旧北杵築村）
- 船部（旧北杵築村）
- 溝井（旧北杵築村）
- 相原（旧八坂村）
- 中（旧八坂村）
- 日野（旧八坂村）
- 本庄（旧八坂村）
- 八坂（旧八坂村）
- 狩宿（旧奈狩江村）
- 奈多（旧奈狩江村）
- 守江（旧奈狩江村）
- 横城（旧奈狩江村）

山香町
- 内河野（旧中山香町）
- 野原（旧中山香町）
- 小武（旧東山香村）
- 倉成（旧東山香村）
- 広瀬（旧東山香村）
- 久木野尾（旧上村）
- 日指（旧上村）
- 山浦（旧山浦村）
- 吉野渡（旧山浦村）
- 下（旧立石町）
- 立石（旧立石町）
- 向野（旧立石町）
- 南畑（旧南端村）

大田
- 石丸（旧田原村）
- 小野（旧田原村）
- 沓掛（旧田原村）
- 永松（旧田原村）
- 白木原（旧朝田村）
- 波多方（旧朝田村）
- 俣水（旧朝田村）

## 歴史
江戸時代は杵築藩松平氏3万2000石の城下町として栄え、廃藩置県まで国東半島の政治・経済の中心地であった。
日出藩の分家、交代寄合旗本木下氏の陣屋が山香町の立石陣屋に置かれた。

### 近現代
- 1889年4月1日 町村制施行により、現在の市域にあたる以下の町村が発足。
  - 速見郡
    - 杵築町 ← 杵築村、南杵築村、馬場尾村、宮司村
    - 東村 ← 片野村、猪尾村、熊野村
    - 八坂村 ← 八坂村、中村、相原村、日野村、本庄村
    - 北杵築村 ← 溝井村、鴨川村、岩谷村、船部村、大片平村
    - 中山香村 ← 内河野村、野原村
    - 東山香村 ← 広瀬村、小武村、倉成村
    - 上村 ← 日指村、久木野尾村
    - 立石村 ← 立石村、下村、向野村
    - 山浦村 ← 山浦村、吉野渡村

  - 東国東郡
    - 大内村 ← 大内村
    - 奈狩江村 ← 奈多村、狩宿村、守江村、横城村

  - 西国東郡
    - 朝田村 ← 俣水村、波多方村、白木原村
    - 田原村 ← 沓掛村、永松村、小野村、石丸村
- 1898年9月27日 【町制施行】立石村 → 立石町
- 1933年4月1日 【新設合併】大内村 → 杵築町
- 1936年1月1日 【編入】東村 → 杵築町
- 1938年10月1日 【町制施行】中山香村 → 中山香町
- 1951年4月1日 【新設合併】中山香町・東山香村・上村 → 山香町
- 1954年10月1日 【新設合併】朝田村・田原村 → 大田村
- 1955年3月31日 【新設合併】山香町・立石町・山浦村 → 山香町
- 1955年4月1日 【新設合併・市制施行】杵築町・八坂村・北杵築村・奈狩江村 → 杵築市
- 1955年8月1日 【編入】南端村の一部（南畑の一部） → 山香町
- 2005年10月1日 【新設合併】杵築市・速見郡山香町・西国東郡大田村 →杵築市(これにより西国東郡が消滅。)

| 所属郡 | 明治以前          | 明治以前         | 明治初年 - 明治22年 | 所属郡   | 明治22年 4月1日 町村制施行 | 明治22年 - 昭和19年           | 昭和20年 - 昭和29年    | 昭和30年 - 昭和64年         | 平成元年 - 現在        | 現在   |
| ------ | ----------------- | ---------------- | ------------------- | -------- | -------------------------- | ----------------------------- | ---------------------- | --------------------------- | ---------------------- | ------ |
| 国東郡 | 俣見村            | 俣見村           | 明治8年 俣水村      | 西国東郡 | 朝田村                     | 朝田村                        | 昭和29年10月1日 大田村 | 大田村                      | 平成17年10月1日 杵築市 | 杵築市 |
| 国東郡 | 赤水村            |                  | 明治8年 俣水村      | 西国東郡 | 朝田村                     | 朝田村                        | 昭和29年10月1日 大田村 | 大田村                      | 平成17年10月1日 杵築市 | 杵築市 |
| 国東郡 | 波多方村          | 波多方村         | 波多方村            | 西国東郡 | 朝田村                     | 朝田村                        | 昭和29年10月1日 大田村 | 大田村                      | 平成17年10月1日 杵築市 | 杵築市 |
| 国東郡 | 下波多方村        |                  | 波多方村            | 西国東郡 | 朝田村                     | 朝田村                        | 昭和29年10月1日 大田村 | 大田村                      | 平成17年10月1日 杵築市 | 杵築市 |
| 国東郡 | 白木原村          | 白木原村         | 白木原村            | 西国東郡 | 朝田村                     | 朝田村                        | 昭和29年10月1日 大田村 | 大田村                      | 平成17年10月1日 杵築市 | 杵築市 |
| 国東郡 | 沓掛村            | 沓掛村           | 沓掛村              | 西国東郡 | 田原村                     | 田原村                        | 昭和29年10月1日 大田村 | 大田村                      | 平成17年10月1日 杵築市 | 杵築市 |
| 国東郡 | 永松村            | 永松村           | 明治5年 永松村      | 西国東郡 | 田原村                     | 田原村                        | 昭和29年10月1日 大田村 | 大田村                      | 平成17年10月1日 杵築市 | 杵築市 |
| 国東郡 | 岸奈村            |                  | 明治5年 永松村      | 西国東郡 | 田原村                     | 田原村                        | 昭和29年10月1日 大田村 | 大田村                      | 平成17年10月1日 杵築市 | 杵築市 |
| 国東郡 | 小野村            | 小野村           | 小野村              | 西国東郡 | 田原村                     | 田原村                        | 昭和29年10月1日 大田村 | 大田村                      | 平成17年10月1日 杵築市 | 杵築市 |
| 国東郡 | 石丸村            | 石丸村           | 石丸村              | 西国東郡 | 田原村                     | 田原村                        | 昭和29年10月1日 大田村 | 大田村                      | 平成17年10月1日 杵築市 | 杵築市 |
| 国東郡 | 守江村            | 守江村           | 守江村              | 東国東郡 | 奈狩江村                   | 奈狩江村                      | 奈狩江村               | 昭和30年4月1日 杵築市       | 平成17年10月1日 杵築市 | 杵築市 |
| 国東郡 | 灘手村            |                  | 守江村              | 東国東郡 | 奈狩江村                   | 奈狩江村                      | 奈狩江村               | 昭和30年4月1日 杵築市       | 平成17年10月1日 杵築市 | 杵築市 |
| 国東郡 | 鍋倉村            |                  | 守江村              | 東国東郡 | 奈狩江村                   | 奈狩江村                      | 奈狩江村               | 昭和30年4月1日 杵築市       | 平成17年10月1日 杵築市 | 杵築市 |
| 国東郡 | 野辺村            |                  | 守江村              | 東国東郡 | 奈狩江村                   | 奈狩江村                      | 奈狩江村               | 昭和30年4月1日 杵築市       | 平成17年10月1日 杵築市 | 杵築市 |
| 国東郡 | 奈多村            | 奈多村           | 奈多村              | 東国東郡 | 奈狩江村                   | 奈狩江村                      | 奈狩江村               | 昭和30年4月1日 杵築市       | 平成17年10月1日 杵築市 | 杵築市 |
| 国東郡 | 狩宿村            | 狩宿村           | 狩宿村              | 東国東郡 | 奈狩江村                   | 奈狩江村                      | 奈狩江村               | 昭和30年4月1日 杵築市       | 平成17年10月1日 杵築市 | 杵築市 |
| 国東郡 | 横城村            | 一部             | 横城村              | 東国東郡 | 奈狩江村                   | 奈狩江村                      | 奈狩江村               | 昭和30年4月1日 杵築市       | 平成17年10月1日 杵築市 | 杵築市 |
| 国東郡 | 菅尾村            | 菅尾村           | 大内村              | 東国東郡 | 大内村                     | 昭和8年4月1日 杵築町          | 杵築町                 | 昭和30年4月1日 杵築市       | 平成17年10月1日 杵築市 | 杵築市 |
| 国東郡 | 篠原村            |                  | 大内村              | 東国東郡 | 大内村                     | 昭和8年4月1日 杵築町          | 杵築町                 | 昭和30年4月1日 杵築市       | 平成17年10月1日 杵築市 | 杵築市 |
| 国東郡 | 草場村            |                  | 大内村              | 東国東郡 | 大内村                     | 昭和8年4月1日 杵築町          | 杵築町                 | 昭和30年4月1日 杵築市       | 平成17年10月1日 杵築市 | 杵築市 |
| 国東郡 | 藤野川村          |                  | 大内村              | 東国東郡 | 大内村                     | 昭和8年4月1日 杵築町          | 杵築町                 | 昭和30年4月1日 杵築市       | 平成17年10月1日 杵築市 | 杵築市 |
| 国東郡 | 大内山村          |                  | 大内村              | 東国東郡 | 大内村                     | 昭和8年4月1日 杵築町          | 杵築町                 | 昭和30年4月1日 杵築市       | 平成17年10月1日 杵築市 | 杵築市 |
| 速見郡 | 木田村            | 木田村           | 杵築村              | 速見郡   | 杵築町                     | 昭和8年4月1日 杵築町          | 杵築町                 | 昭和30年4月1日 杵築市       | 平成17年10月1日 杵築市 | 杵築市 |
| 速見郡 | 守末村            |                  | 杵築村              | 速見郡   | 杵築町                     | 昭和8年4月1日 杵築町          | 杵築町                 | 昭和30年4月1日 杵築市       | 平成17年10月1日 杵築市 | 杵築市 |
| 速見郡 | 杵築城下          | 一部を除く       | 杵築村              | 速見郡   | 杵築町                     | 昭和8年4月1日 杵築町          | 杵築町                 | 昭和30年4月1日 杵築市       | 平成17年10月1日 杵築市 | 杵築市 |
| 速見郡 | 杵築城下          | 一部             | 南杵築村            | 速見郡   | 杵築町                     | 昭和8年4月1日 杵築町          | 杵築町                 | 昭和30年4月1日 杵築市       | 平成17年10月1日 杵築市 | 杵築市 |
| 速見郡 | 宗近村            |                  | 南杵築村            | 速見郡   | 杵築町                     | 昭和8年4月1日 杵築町          | 杵築町                 | 昭和30年4月1日 杵築市       | 平成17年10月1日 杵築市 | 杵築市 |
| 速見郡 | 安住寺村          |                  | 南杵築村            | 速見郡   | 杵築町                     | 昭和8年4月1日 杵築町          | 杵築町                 | 昭和30年4月1日 杵築市       | 平成17年10月1日 杵築市 | 杵築市 |
| 速見郡 | 生地村            |                  | 南杵築村            | 速見郡   | 杵築町                     | 昭和8年4月1日 杵築町          | 杵築町                 | 昭和30年4月1日 杵築市       | 平成17年10月1日 杵築市 | 杵築市 |
| 速見郡 | 下司村            |                  | 南杵築村            | 速見郡   | 杵築町                     | 昭和8年4月1日 杵築町          | 杵築町                 | 昭和30年4月1日 杵築市       | 平成17年10月1日 杵築市 | 杵築市 |
| 速見郡 | 菊本村            |                  | 南杵築村            | 速見郡   | 杵築町                     | 昭和8年4月1日 杵築町          | 杵築町                 | 昭和30年4月1日 杵築市       | 平成17年10月1日 杵築市 | 杵築市 |
| 速見郡 | 下原村            |                  | 南杵築村            | 速見郡   | 杵築町                     | 昭和8年4月1日 杵築町          | 杵築町                 | 昭和30年4月1日 杵築市       | 平成17年10月1日 杵築市 | 杵築市 |
| 速見郡 | 馬場尾村          | 馬場尾村         | 馬場尾村            | 速見郡   | 杵築町                     | 昭和8年4月1日 杵築町          | 杵築町                 | 昭和30年4月1日 杵築市       | 平成17年10月1日 杵築市 | 杵築市 |
| 速見郡 | 宮司村            | 宮司村           | 宮司村              | 速見郡   | 杵築町                     | 昭和8年4月1日 杵築町          | 杵築町                 | 昭和30年4月1日 杵築市       | 平成17年10月1日 杵築市 | 杵築市 |
| 速見郡 | 次郎丸村          |                  | 宮司村              | 速見郡   | 杵築町                     | 昭和8年4月1日 杵築町          | 杵築町                 | 昭和30年4月1日 杵築市       | 平成17年10月1日 杵築市 | 杵築市 |
| 速見郡 | 片野村            | 片野村           | 片野村              | 速見郡   | 東村                       | 昭和11年1月1日 杵築町に編入   | 杵築町                 | 昭和30年4月1日 杵築市       | 平成17年10月1日 杵築市 | 杵築市 |
| 速見郡 | 片野浦            |                  | 片野村              | 速見郡   | 東村                       | 昭和11年1月1日 杵築町に編入   | 杵築町                 | 昭和30年4月1日 杵築市       | 平成17年10月1日 杵築市 | 杵築市 |
| 速見郡 | 高須村            |                  | 片野村              | 速見郡   | 東村                       | 昭和11年1月1日 杵築町に編入   | 杵築町                 | 昭和30年4月1日 杵築市       | 平成17年10月1日 杵築市 | 杵築市 |
| 速見郡 | 猪尾村            | 猪尾村           | 猪尾村              | 速見郡   | 東村                       | 昭和11年1月1日 杵築町に編入   | 杵築町                 | 昭和30年4月1日 杵築市       | 平成17年10月1日 杵築市 | 杵築市 |
| 速見郡 | 三川村            |                  | 猪尾村              | 速見郡   | 東村                       | 昭和11年1月1日 杵築町に編入   | 杵築町                 | 昭和30年4月1日 杵築市       | 平成17年10月1日 杵築市 | 杵築市 |
| 速見郡 | 原村              | 原村             | 熊野村              | 速見郡   | 東村                       | 昭和11年1月1日 杵築町に編入   | 杵築町                 | 昭和30年4月1日 杵築市       | 平成17年10月1日 杵築市 | 杵築市 |
| 速見郡 | 加貫村            |                  | 熊野村              | 速見郡   | 東村                       | 昭和11年1月1日 杵築町に編入   | 杵築町                 | 昭和30年4月1日 杵築市       | 平成17年10月1日 杵築市 | 杵築市 |
| 速見郡 | 年田村            |                  | 熊野村              | 速見郡   | 東村                       | 昭和11年1月1日 杵築町に編入   | 杵築町                 | 昭和30年4月1日 杵築市       | 平成17年10月1日 杵築市 | 杵築市 |
| 速見郡 | 野田村（八坂郷）  | 野田村（八坂郷） | 日野村              | 速見郡   | 八坂村                     | 八坂村                        | 八坂村                 | 昭和30年4月1日 杵築市       | 平成17年10月1日 杵築市 | 杵築市 |
| 速見郡 | 日明村            |                  | 日野村              | 速見郡   | 八坂村                     | 八坂村                        | 八坂村                 | 昭和30年4月1日 杵築市       | 平成17年10月1日 杵築市 | 杵築市 |
| 速見郡 | 新庄村            |                  | 日野村              | 速見郡   | 八坂村                     | 八坂村                        | 八坂村                 | 昭和30年4月1日 杵築市       | 平成17年10月1日 杵築市 | 杵築市 |
| 速見郡 | 中村（八坂郷）    | 中村（八坂郷）   | 中村                | 速見郡   | 八坂村                     | 八坂村                        | 八坂村                 | 昭和30年4月1日 杵築市       | 平成17年10月1日 杵築市 | 杵築市 |
| 速見郡 | 末守村            |                  | 中村                | 速見郡   | 八坂村                     | 八坂村                        | 八坂村                 | 昭和30年4月1日 杵築市       | 平成17年10月1日 杵築市 | 杵築市 |
| 速見郡 | 八坂村            | 川南の一部       | 中村                | 速見郡   | 八坂村                     | 八坂村                        | 八坂村                 | 昭和30年4月1日 杵築市       | 平成17年10月1日 杵築市 | 杵築市 |
| 速見郡 | 八坂村            | 川南の一部       | 相原村              | 速見郡   | 八坂村                     | 八坂村                        | 八坂村                 | 昭和30年4月1日 杵築市       | 平成17年10月1日 杵築市 | 杵築市 |
| 速見郡 | 八坂村            | 一部             | 本庄村              | 速見郡   | 八坂村                     | 八坂村                        | 八坂村                 | 昭和30年4月1日 杵築市       | 平成17年10月1日 杵築市 | 杵築市 |
| 速見郡 | 八坂村            | 川北             | 八坂村              | 速見郡   | 八坂村                     | 八坂村                        | 八坂村                 | 昭和30年4月1日 杵築市       | 平成17年10月1日 杵築市 | 杵築市 |
| 速見郡 | 宮原村            | 一部             | 八坂村              | 速見郡   | 八坂村                     | 八坂村                        | 八坂村                 | 昭和30年4月1日 杵築市       | 平成17年10月1日 杵築市 | 杵築市 |
| 速見郡 | 宮原村            | 一部             | 本庄村              | 速見郡   | 八坂村                     | 八坂村                        | 八坂村                 | 昭和30年4月1日 杵築市       | 平成17年10月1日 杵築市 | 杵築市 |
| 速見郡 | 本庄村            |                  | 本庄村              | 速見郡   | 八坂村                     | 八坂村                        | 八坂村                 | 昭和30年4月1日 杵築市       | 平成17年10月1日 杵築市 | 杵築市 |
| 速見郡 | 中野村            |                  | 本庄村              | 速見郡   | 八坂村                     | 八坂村                        | 八坂村                 | 昭和30年4月1日 杵築市       | 平成17年10月1日 杵築市 | 杵築市 |
| 速見郡 | 広瀬村（八坂郷）  |                  | 本庄村              | 速見郡   | 八坂村                     | 八坂村                        | 八坂村                 | 昭和30年4月1日 杵築市       | 平成17年10月1日 杵築市 | 杵築市 |
| 速見郡 | 山中村            |                  | 本庄村              | 速見郡   | 八坂村                     | 八坂村                        | 八坂村                 | 昭和30年4月1日 杵築市       | 平成17年10月1日 杵築市 | 杵築市 |
| 速見郡 | 生桑村            | 本郷             | 本庄村              | 速見郡   | 八坂村                     | 八坂村                        | 八坂村                 | 昭和30年4月1日 杵築市       | 平成17年10月1日 杵築市 | 杵築市 |
| 速見郡 | 生桑村            | 大左右村         | 八坂村              | 速見郡   | 八坂村                     | 八坂村                        | 八坂村                 | 昭和30年4月1日 杵築市       | 平成17年10月1日 杵築市 | 杵築市 |
| 速見郡 | 溝井村            | 溝井村           | 溝井村              | 速見郡   | 北杵築村                   | 北杵築村                      | 北杵築村               | 昭和30年4月1日 杵築市       | 平成17年10月1日 杵築市 | 杵築市 |
| 速見郡 | 乙王村            |                  | 溝井村              | 速見郡   | 北杵築村                   | 北杵築村                      | 北杵築村               | 昭和30年4月1日 杵築市       | 平成17年10月1日 杵築市 | 杵築市 |
| 速見郡 | 二坂村            |                  | 溝井村              | 速見郡   | 北杵築村                   | 北杵築村                      | 北杵築村               | 昭和30年4月1日 杵築市       | 平成17年10月1日 杵築市 | 杵築市 |
| 速見郡 | 荒平村            |                  | 溝井村              | 速見郡   | 北杵築村                   | 北杵築村                      | 北杵築村               | 昭和30年4月1日 杵築市       | 平成17年10月1日 杵築市 | 杵築市 |
| 速見郡 | 鴨川村            | 鴨川村           | 鴨川村              | 速見郡   | 北杵築村                   | 北杵築村                      | 北杵築村               | 昭和30年4月1日 杵築市       | 平成17年10月1日 杵築市 | 杵築市 |
| 速見郡 | 五田村            |                  | 鴨川村              | 速見郡   | 北杵築村                   | 北杵築村                      | 北杵築村               | 昭和30年4月1日 杵築市       | 平成17年10月1日 杵築市 | 杵築市 |
| 速見郡 | 山迫村            |                  | 鴨川村              | 速見郡   | 北杵築村                   | 北杵築村                      | 北杵築村               | 昭和30年4月1日 杵築市       | 平成17年10月1日 杵築市 | 杵築市 |
| 速見郡 | 迫村              |                  | 鴨川村              | 速見郡   | 北杵築村                   | 北杵築村                      | 北杵築村               | 昭和30年4月1日 杵築市       | 平成17年10月1日 杵築市 | 杵築市 |
| 国東郡 | 東鴨川村          | 東鴨川村         | 鴨川村              | 速見郡   | 北杵築村                   | 北杵築村                      | 北杵築村               | 昭和30年4月1日 杵築市       | 平成17年10月1日 杵築市 | 杵築市 |
| 国東郡 | 岩屋村            | 岩屋村           | 岩谷村              | 速見郡   | 北杵築村                   | 北杵築村                      | 北杵築村               | 昭和30年4月1日 杵築市       | 平成17年10月1日 杵築市 | 杵築市 |
| 速見郡 | 川平村            | 川平村           | 岩谷村              | 速見郡   | 北杵築村                   | 北杵築村                      | 北杵築村               | 昭和30年4月1日 杵築市       | 平成17年10月1日 杵築市 | 杵築市 |
| 速見郡 | 筒木村            |                  | 岩谷村              | 速見郡   | 北杵築村                   | 北杵築村                      | 北杵築村               | 昭和30年4月1日 杵築市       | 平成17年10月1日 杵築市 | 杵築市 |
| 速見郡 | 尾迫村            |                  | 岩谷村              | 速見郡   | 北杵築村                   | 北杵築村                      | 北杵築村               | 昭和30年4月1日 杵築市       | 平成17年10月1日 杵築市 | 杵築市 |
| 速見郡 | 船部村            | 船部村           | 船部村              | 速見郡   | 北杵築村                   | 北杵築村                      | 北杵築村               | 昭和30年4月1日 杵築市       | 平成17年10月1日 杵築市 | 杵築市 |
| 速見郡 | 尾上村            |                  | 船部村              | 速見郡   | 北杵築村                   | 北杵築村                      | 北杵築村               | 昭和30年4月1日 杵築市       | 平成17年10月1日 杵築市 | 杵築市 |
| 速見郡 | 中津屋村          |                  | 船部村              | 速見郡   | 北杵築村                   | 北杵築村                      | 北杵築村               | 昭和30年4月1日 杵築市       | 平成17年10月1日 杵築市 | 杵築市 |
| 速見郡 | 払川村            |                  | 船部村              | 速見郡   | 北杵築村                   | 北杵築村                      | 北杵築村               | 昭和30年4月1日 杵築市       | 平成17年10月1日 杵築市 | 杵築市 |
| 速見郡 | 三尾平村          |                  | 船部村              | 速見郡   | 北杵築村                   | 北杵築村                      | 北杵築村               | 昭和30年4月1日 杵築市       | 平成17年10月1日 杵築市 | 杵築市 |
| 速見郡 | 小武村            | 一部             | 大片平村            | 速見郡   | 北杵築村                   | 北杵築村                      | 北杵築村               | 昭和30年4月1日 杵築市       | 平成17年10月1日 杵築市 | 杵築市 |
| 速見郡 | 小武村            | 一部を除く       | 小武村              | 速見郡   | 東山香村                   | 東山香村                      | 昭和26年4月1日 山香町  | 昭和30年3月31日 山香町      | 平成17年10月1日 杵築市 | 杵築市 |
| 速見郡 | 倉成村            | 倉成村           | 倉成村              | 速見郡   | 東山香村                   | 東山香村                      | 昭和26年4月1日 山香町  | 昭和30年3月31日 山香町      | 平成17年10月1日 杵築市 | 杵築市 |
| 速見郡 | 広瀬村 （日出荘） | 一部             | 広瀬村              | 速見郡   | 東山香村                   | 東山香村                      | 昭和26年4月1日 山香町  | 昭和30年3月31日 山香町      | 平成17年10月1日 杵築市 | 杵築市 |
| 速見郡 | 山浦村（日出荘）  | 山浦村（日出荘） | 山浦村              | 速見郡   | 中山香村                   | 昭和13年10月1日 町制 中山香町 | 昭和26年4月1日 山香町  | 昭和30年3月31日 山香町      | 平成17年10月1日 杵築市 | 杵築市 |
| 速見郡 | 吉野渡村          | 吉野渡村         | 吉野渡村            | 速見郡   | 中山香村                   | 昭和13年10月1日 町制 中山香町 | 昭和26年4月1日 山香町  | 昭和30年3月31日 山香町      | 平成17年10月1日 杵築市 | 杵築市 |
| 速見郡 | 日指村            | 日指村           | 日指村              | 速見郡   | 上村                       | 上村                          | 昭和26年4月1日 山香町  | 昭和30年3月31日 山香町      | 平成17年10月1日 杵築市 | 杵築市 |
| 速見郡 | 久木野尾村        | 久木野尾村       | 久木野尾村          | 速見郡   | 上村                       | 上村                          | 昭和26年4月1日 山香町  | 昭和30年3月31日 山香町      | 平成17年10月1日 杵築市 | 杵築市 |
| 速見郡 | 内河野村          | 内河野村         | 内河野村            | 速見郡   | 立石村                     | 明治31年9月27日 町制 立石町   | 立石町                 | 昭和30年3月31日 山香町      | 平成17年10月1日 杵築市 | 杵築市 |
| 速見郡 | 野原村            | 野原村           | 野原村              | 速見郡   | 立石村                     | 明治31年9月27日 町制 立石町   | 立石町                 | 昭和30年3月31日 山香町      | 平成17年10月1日 杵築市 | 杵築市 |
| 速見郡 | 中村（山香郷）    | 中村（山香郷）   | 立石村              | 速見郡   | 山浦村                     | 山浦村                        | 山浦村                 | 昭和30年3月31日 山香町      | 平成17年10月1日 杵築市 | 杵築市 |
| 速見郡 | 山口村            |                  | 立石村              | 速見郡   | 山浦村                     | 山浦村                        | 山浦村                 | 昭和30年3月31日 山香町      | 平成17年10月1日 杵築市 | 杵築市 |
| 速見郡 | 米子瀬村          | 米子瀬村         | 下村                | 速見郡   | 山浦村                     | 山浦村                        | 山浦村                 | 昭和30年3月31日 山香町      | 平成17年10月1日 杵築市 | 杵築市 |
| 速見郡 | 六太郎村          |                  | 下村                | 速見郡   | 山浦村                     | 山浦村                        | 山浦村                 | 昭和30年3月31日 山香町      | 平成17年10月1日 杵築市 | 杵築市 |
| 速見郡 | 松尾村            | 松尾村           | 向野村              | 速見郡   | 山浦村                     | 山浦村                        | 山浦村                 | 昭和30年3月31日 山香町      | 平成17年10月1日 杵築市 | 杵築市 |
| 速見郡 | 薫石村            |                  | 向野村              | 速見郡   | 山浦村                     | 山浦村                        | 山浦村                 | 昭和30年3月31日 山香町      | 平成17年10月1日 杵築市 | 杵築市 |
| 速見郡 | 平山村            |                  | 向野村              | 速見郡   | 山浦村                     | 山浦村                        | 山浦村                 | 昭和30年3月31日 山香町      | 平成17年10月1日 杵築市 | 杵築市 |
| 速見郡 | 南畑村            | 一部             | 南畑村（一部）      | 速見郡   | 南端村 （一部）            | 南端村（一部）                | 南端村（一部）         | 昭和30年8月1日 山香町に編入 | 平成17年10月1日 杵築市 | 杵築市 |

## 市政
- 市長：永松悟（2013年10月23日就任、2期目）

### 歴代市長
- 初代：八坂恭介（2005年10月23日 - 2013年10月22日、2期）
- 2代：永松悟（2013年10月23日 - 2期）

### 議会
定数:18

## 公共機関

### 国の出先機関
- 大分地方法務局杵築支局

### 警察
- 大分県警察杵築日出警察署
  - 杵築幹部交番
  - 八坂警察官駐在所
  - 大田警察官駐在所
  - 山香上警察官駐在所
  - 山香中警察官駐在所
  - 立石警察官駐在所

### 裁判所
- 大分地方裁判所杵築支部
- 大分家庭裁判所杵築支部
- 杵築簡易裁判所

### 図書館
- 杵築市立図書館

## 金融機関
- 大分銀行 杵築支店・山香支店
- 大分県信用組合 杵築支店・山香支店
- 豊和銀行 杵築支店・山香支店
- JAおおいた 杵築支店
- JFおおいた 杵築支店

## 産業
農林水産業が柱だが、大分空港と大分市・別府市の中間に位置するという好条件から、大分キヤノンマテリアルなど先端技術産業が立地している。
出版文化産業振興財団の調査によると、2024年8月現在で、市内に書店が1軒もない全国15道県24市のひとつ（大分県内の市では唯一）である。

### 主要生産品・特産品・地酒
- みかん（ハウスみかん）
- デコポン、アンコール、マーコット
- きつき茶
- 半導体
- 智恵美人（日本酒）

## 教育

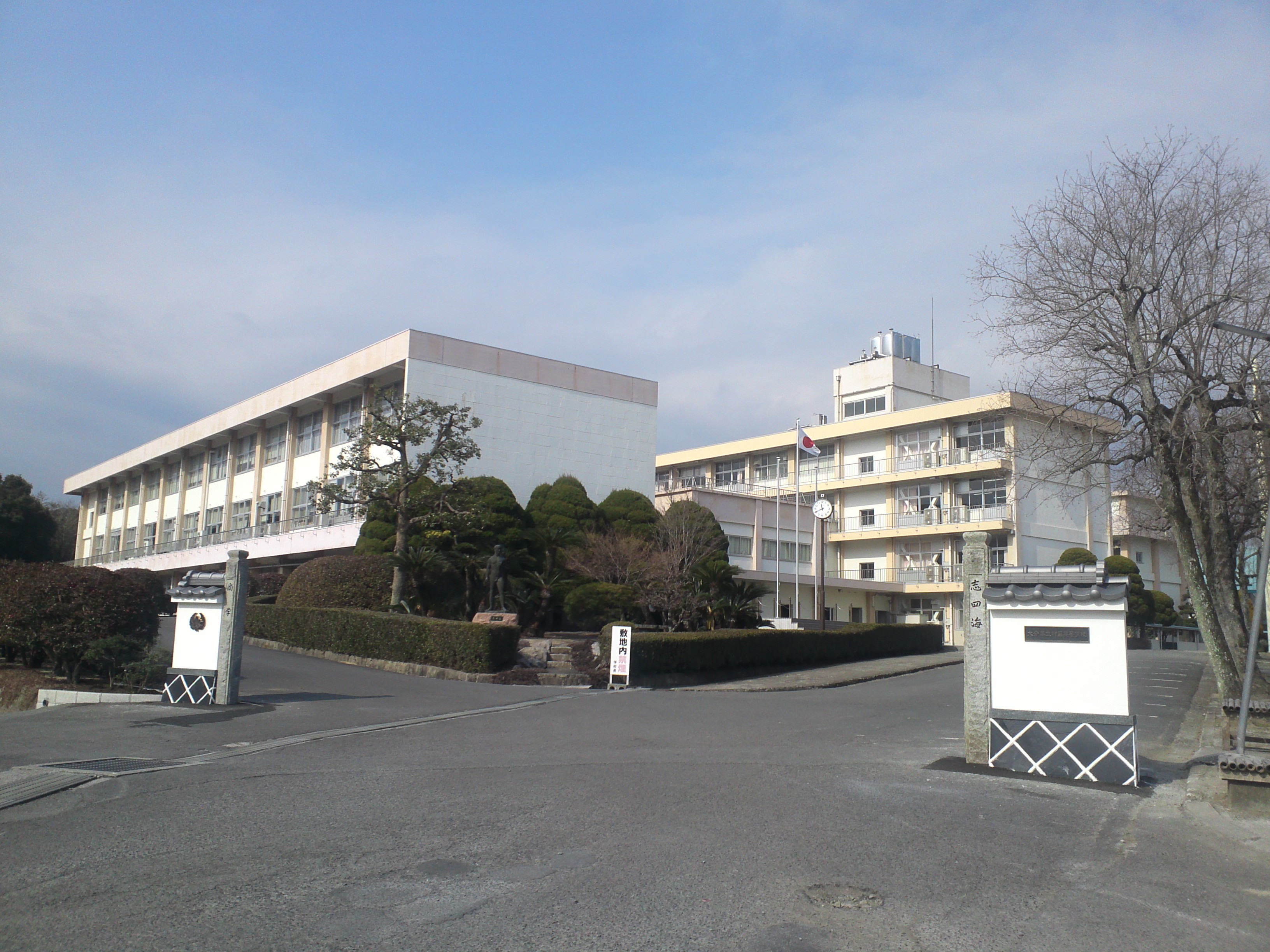
杵築高等学校

### 高等学校
- 大分県立杵築高等学校

### 中学校
市立
- 杵築中学校
- 宗近中学校
- 山香中学校 （2009年4月1日、(旧)山香中学校、北部中学校、上中学校の3校が統合。2010年4月1日、大田中学校と統合。）

### 小学校
市立
- 豊洋小学校
- 護江小学校
- 大内小学校
- 杵築小学校
- 東小学校
- 八坂小学校
- 北杵築小学校
- 東山香小学校
- 山香小学校
- 立石小学校
- 上小学校
- 山浦小学校
- 向野小学校
- 朝田小学校
- 田原小学校
  - 小野分校（廃校）

## 交通

### 空港
隣の国東市にある大分空港が最寄りであり、杵築市内と大分空港を結ぶバスが運行されている。
- 空港特急バス大分交通「エアライナー」

### 鉄道
- 九州旅客鉄道（JR九州）
  - 日豊本線
    - 立石駅 - 中山香駅 - 杵築駅

中心駅は杵築駅だが、市の中心部から大きく離れている。
なお、1922年から1966年まで国東鉄道（のちの大分交通国東線）が市内を通っていた。

### 路線バス
- 大分交通グループ - 大分交通本体と子会社の国東観光バスが運行する。中心部に杵築バスターミナル（旧国東線・杵築市駅）があり、杵築駅前とともに杵築市内路線の主要停留所となっている。
  - 杵築駅前 - 中平 - 杵築BT - 安岐 - 国東市民病院前 - 大分空港 - 武蔵 - 国東市役所前 - 国東
  - 杵築駅前 - 杵築市役所前 - 杵築BT
  - 杵築駅前 - ハーモニーランド - 日出 - 暘谷駅前
  - 杵築BT - 山口 - 安岐町役場前 - 国東市民病院前 - 安岐
  - エアライナー - 大分空港連絡特急バス。市内の大分空港道路杵築ICにある停留所に停車する。
    - 杵築IC - 大分空港

  - ノースライナー - 県北部の中津市・宇佐市・豊後高田市と大分空港を結ぶ連絡バス。旧大田村内の大田支所前から利用可能。大分空港で乗降しない利用も可能。
    - 大貞車庫前 - 中津駅前 - 法鏡寺 - 宇佐八幡 - 宇佐駅前 - 豊後高田 - 田染中村 - 大田支所前 - 安岐町役場前 - 大分空港
- 杵築市コミュニティバス - 杵築市中心部と旧山香町および旧大田村を結ぶ市内循環コースと、旧杵築市・旧山香町・旧大田村のそれぞれの域内を運行する路線がある。いずれも土日祝日は運休する。

### 道路
- 大分空港道路 - 杵築市内は全区間無料
  - 杵築インターチェンジ

ほかに東九州自動車道（宇佐別府道路）が市内を通過しているが、市内にインターチェンジはない。大分農業文化公園インターチェンジおよび速見インターチェンジは杵築市域に近い場所にあり、これらのインターチェンジが最寄りとなる場所もある。

#### 一般国道
- 国道10号
- 国道213号

#### 主要地方道
- 大分県道24号日出山香線
- 大分県道31号山香国見線
- 大分県道34号豊後高田安岐線
- 大分県道42号山香院内線
- 大分県道49号大田杵築線

## 名所・旧跡・観光スポット・祭事・催事

### 名所旧跡など
- 小熊山古墳・御塔山古墳

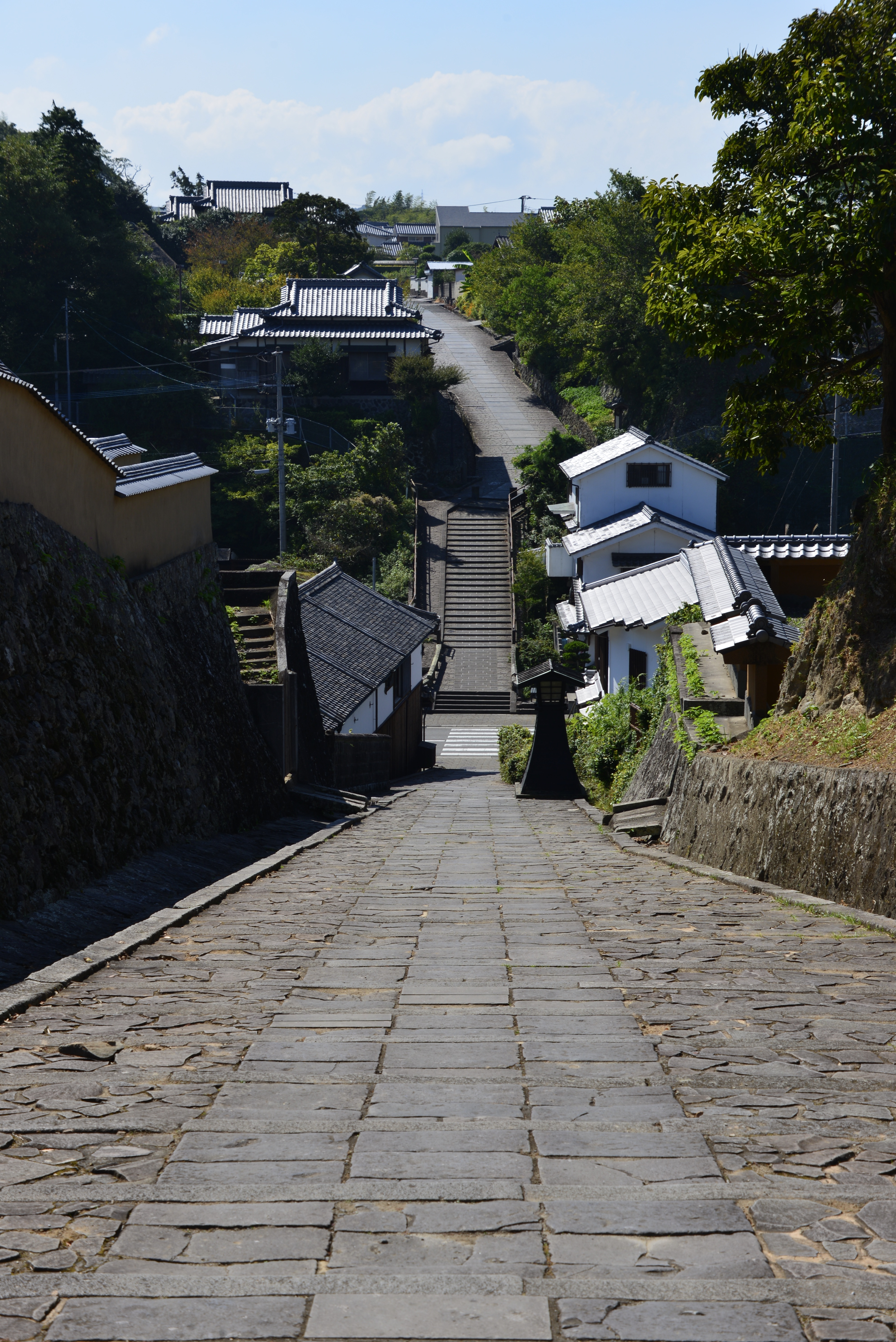
酢屋の坂

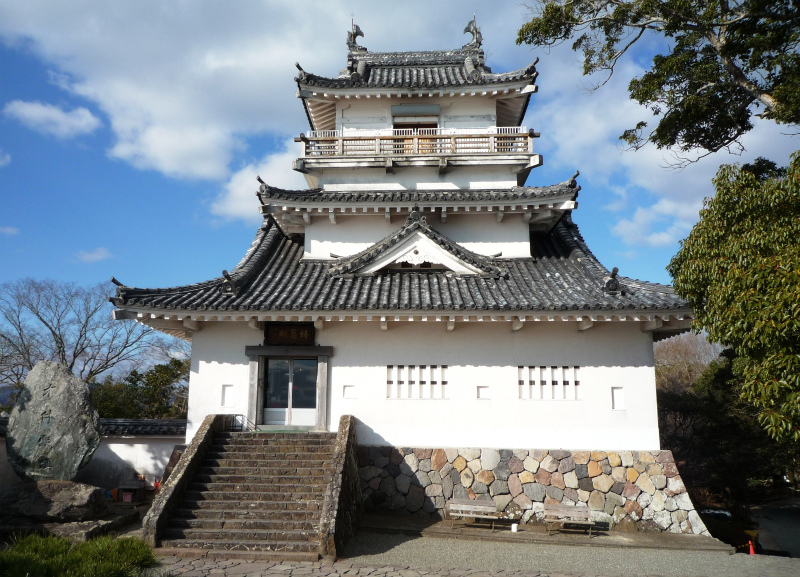
杵築城

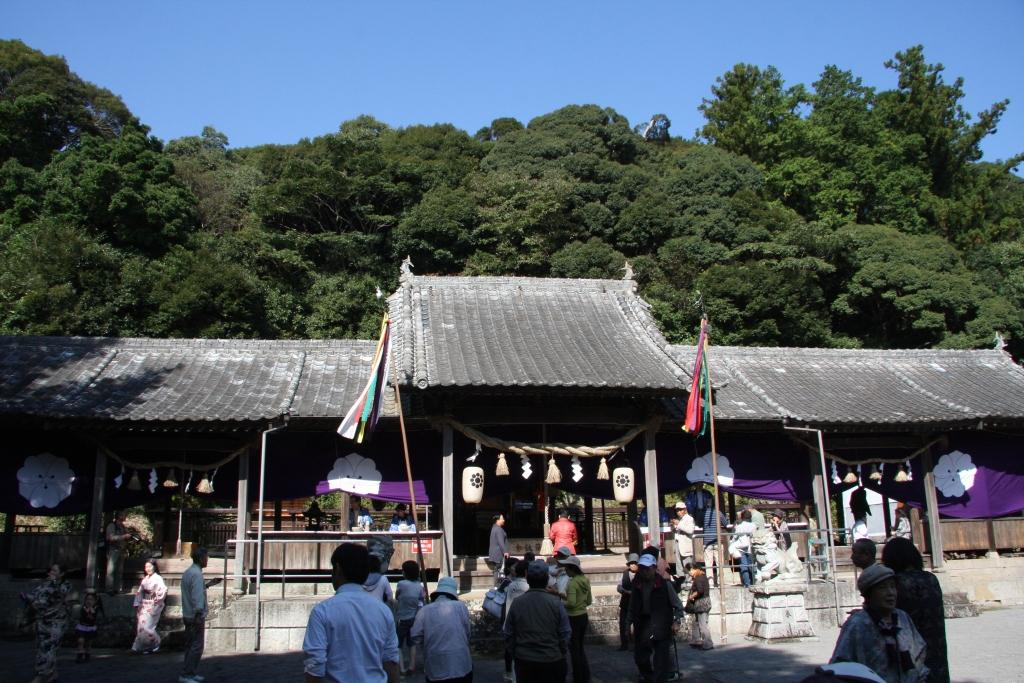
白鬚田原神社

- 七双子古墳群 - 大字本庄字七双子から大字溝井字野田にかけて存在する古墳群。歴史的価値が高く、1961年（昭和36年）に行われた大規模調査では勾玉などが多数発掘された。
- 旧城下町 - 国の重要伝統的建造物群保存地区（杵築市北台南台伝統的建造物群保存地区）に選定。北台・南台に侍屋敷が並び、その谷間に町家が続く景観は、往時の面影を残す[5]。
- 杵築城 - 天守台跡に模擬天守
- カブトガニ生息地
- 若宮八幡社
- 白鬚田原神社
- 羽門の滝
- 轟地蔵
- 横岳自然公園
- 波多方峠 - 旧道からの眺め
- 甲尾山
- 清水寺の霊水 - 豊の国名水15選
- 水ノ口湧水 - 豊の国名水15選
- 山香温泉

### 祭事・催事
- きつきお城まつり（5月）
- ツール・ド・国東（5月）
- 天神祭（7月）
- 国東半島きつきトライアスロン（9月）
- 城下町健康歩行ラリー（10月）
- どぶろく祭り：10月17日・18日（白鬚田原神社）
- 若宮八幡社例大祭（12月）

#### 盆踊り
杵築市は、古くから盆踊りの盛んな地域であり、現在でも昔の踊りが残っている。殊に、山香は、テンポの速い踊りで有名で「山家踊り」などと呼ばれたものである。「よんべ山香の踊りをみたら…」で始まる口説き文句は広く知られており、いかに踊り熱心であったかがうかがわれる。現在でも、庭入りこそ行わなくなったものの盆踊りは盛んである。「供養踊り」「地蔵踊り」を分けて、2回盆踊りを行う地区もあるし、昔は、「お大師様の踊り」「八朔踊り」果ては「供養踊りの練習」などと名目を作って、何回も踊る地区も多かった。
以下、盆踊り唄を列挙する。
- 三つ拍子 - 市内全域で踊る。杵築の盆踊りの定番である。近隣の町でも踊る。
- レソ - 山間部で踊る。急テンポの踊りで、山浦地区には古い型が残る。別名「さえもん」。県を代表する踊りの一つ。
- 六調子 - 悠長な踊り。旧杵築市全域で踊る。なお、県北で踊る急テンポの六調子とは全く別の曲である。近隣の町でも踊る。
- 二つ拍子 - 太田と山香で踊り方や口説きの著しく異なる踊り。
- 豊前踊り - 主に、山香で踊る。六調子、二つ拍子と同系統の曲である。
- セーロ - 市内全域で踊るが添え物的なものである。別名「ヤッテンサンノ」。
- らんきょう坊主 - 向野地区に残る踊り。
- 一つなえ - 倉成地区に残る踊り。
- 粟踏み - 小武地区に残る踊り。
- ベッチョセ - 加貫地区でのみ踊る急テンポの踊り。県内でも加貫でしかみられない。
- マッカセ - 山間部に踊る所がある。県北を代表する踊りの一つ。
- さえもん - 旧杵築市全域で踊る。大分県内各地で踊るが、曲や踊りは多様である。（レソとは異なる。つまり杵築市内には大きく分けて2種類のさえもんがあるということ。昔は、大字大方平の一部では両方踊ったが今はどちらかしか踊らない。）

これらの唄で、一般に七・七調の段物を口説く。「鈴木主水」「阿波の鳴門」「四谷怪談」などの他に、「七島の由来」「孝子平助」「阿南清兵衛」「高熊山霊験」「田染」など、地域に根ざした口説きが伝承されている。
なお、「さえもん」「ベッチョセ」「らんきょう坊主」「一つなえ」および一部地域の「レソ」は、七・七・七・五の切り口説きである。
以下の踊りは、昔は踊っていたが現在は廃れているものである。大分県内の他の地域にはまだ残っている場合が多い。
猿丸太夫、浦辺の唐芋、団七、三勝、小町踊り、銭太鼓、かげ踊り、ばんば踊り他。特に団七踊りは、ひと頃は隆盛を極めたが、男・女・男の3人組み踊りというめずらしい形態のうえ道具がいるので、戦後は一気に廃れてしまった。

## 杵築市出身の著名人・有名人
- 綾部健太郎（衆議院議長）
- 田原隆（政治家、元法務大臣）
- 工藤健（元セブン-イレブン・ジャパン社長）
- 金丸鉄（法政大学の前身、東京法学社の設立者）
- 伊藤修（法政大学の前身、東京法学社の設立者）
- 麻田剛立（藩医・天文家)
- 河合操（陸軍大将、参謀総長、枢密顧問官）
- 堀悌吉（海軍中将、山本五十六の親友）
- 豊田隈雄（海軍大佐）
- 豊田副武（海軍大将、連合艦隊司令長官)
- 佐野学（昭和初期の日本共産党委員長）
- 物集高世（豊後国出身の国学者）
- 物集高見（豊後国出身の国学者、物集高世の長男）
- 庄武憲太郎（作詞家、代表作「大分県行進曲」）
- 木野普見雄（作曲家）
- 後藤正志（飛行家）
- 安部友恵（マラソン選手、ウルトラマラソン女子世界記録保持者）
- 安藤正彦（プロバスケットボール選手）
- 阿部海大（プロサッカー選手、ファジアーノ岡山所属）
- 平石洋介（元プロ野球選手、現埼玉西武ライオンズコーチ）
- 永野将司（プロ野球選手、千葉ロッテマリーンズ所属）

## 杵築市ゆかりの人物
- 重光葵（外交官・元外務大臣）- 大野郡三重町（現：豊後大野市）出身。3歳の時に父の実家の本市に転居。
- 一松定吉（検事、政治家） - 西国東郡美和村（現：豊後高田市）出身。1898年に杵築町の一松家の養子となる。杵築市名誉市民。
- 藤原義江（オペラ歌手、声楽家） - 大阪生まれ。杵築の藤原家に入籍。
- 船尾修　(写真家)  - 神戸市出身。本市在住。
- 南こうせつ（シンガーソングライター） - 大分郡竹中村（現：大分市）出身。本市在住。
- 後藤郁（女優、タレント、元アイドリング!!!） - 別府市出身。小学生の頃に本市に転居。